# Rhaesteria eggelingii
Rhaesteria eggelingii är en orkidéart som beskrevs av Victor Samuel Summerhayes. Rhaesteria eggelingii ingår i släktet Rhaesteria och familjen orkidéer. Inga underarter finns listade i Catalogue of Life.